# Shelton Martis
Shelton Martis est un footballeur de Curaçao né le 29 novembre 1982 à Willemstad. Il évolue au poste de défenseur.

## Palmarès
Hibernian
- Coupe de la Ligue d'Écosse
  - Vainqueur (1) : 2007

 W.B.A
- Championship (D2)
  - Champion (1) : 2008